# Brațul Sulina
Brațul Sulina – środkowe z trzech głównych (obok Kilii i Świętego Jerzego) ramię ujściowe Dunaju do Morza Czarnego, tworzące deltę Dunaju w Rumunii.
Jest najkrótszym z trzech głównych ramion delty: ma długość ok. 38 mil morskich (ok. 71 km). Niesie do morza najmniej – tylko ok. 12% – wód Dunaju.
Po wojnie rosyjsko-tureckiej (1877–1878) i uzyskaniu przez Rumunię niezależności od Turcji Sulina – jako najkrótsza i najłatwiejsza do utrzymania – została w latach 1880-1902 zagospodarowana i przekształcona w kanał żeglugowy, głębokości 24 stóp (7,3 m), dostępny wówczas dla większości statków pełnomorskich. Jego szerokość utrzymywana była w granicach 100-130 m. Dzięki temu miasta nad Dunajem, takie jak Tulcza, Gałacz czy Braiła stały się ważnymi portami morskimi Rumunii. Z tego też powodu odległości na Sulinie podawane są w milach morskich (poczynając od jej ujścia do morza), a nie w kilometrach, jak na obu pozostałych ramionach.
Zarówno Konwencja Dunajska (The danube Definitive Convention) podpisana w Paryżu w 1921 r. jak i zastępująca ją Konwencja Belgradzka (The Belgrade Convention), regulująca żeglugę na Dunaju po II wojnie światowej stwierdzają, że „Nawigacja na Dunaju odbywa się z Ulm do Morza Czarnego przez ramię Sulina”.